# Grebs-Niendorf
Grebs-Niendorf là một đô thị ở huyện of Ludwigslust, bang Mecklenburg-Vorpommern, Đức. Đô thị này có diện tích 31,17 km², dân số thời điểm 31 tháng 12 là 697 người.